# أولميدلا دي الاركون
بلدية أولميدلا دي الاركون (بالإسبانية: Olmedilla de Alarcón)‏، هي إحدى بلديات مقاطعة قونكة إحدى مقاطعات إسبانيا، والتي تقع في منطقة قشتالة لا منتشا وسط البلاد، والمائلة لجهة الشرق من إسبانيا.
يبلغ عدد سكانها 137 نسمة وفقاً لإحصائية سنة (2007).